# Lycogala
Lycogala è un genere di muffe mucillaginose plasmodiali dell'ordine Liceida. Il suo rappresentante più noto e più comune è Lycogala epidendrum (noto in vari paesi come latte di lupo).

## Descrizione
I corpi fruttiferi sono da rotondi a conici, oppure Aethalium a forma di puntaspilli. Per quanto siano di solito molto affusolati alla base rimangono sessili. Lo strato esterno (corteccia) è ruvido. Può essere fragile o duro, liscio oppure contrassegnato da verruche o da scaglie, che ne modellano la superficie rendendola simile a una rete. Lo pseudocapillitium, incolore, è ramificato, e varia dall'essere quasi liscio fino ad avere una superficie verrucosa o rugosa. La massa delle spore è marrone scuro, grigio o rosa brillante; le singole spore misurano da 5 a 8 micrometri di diametro.

## Specie

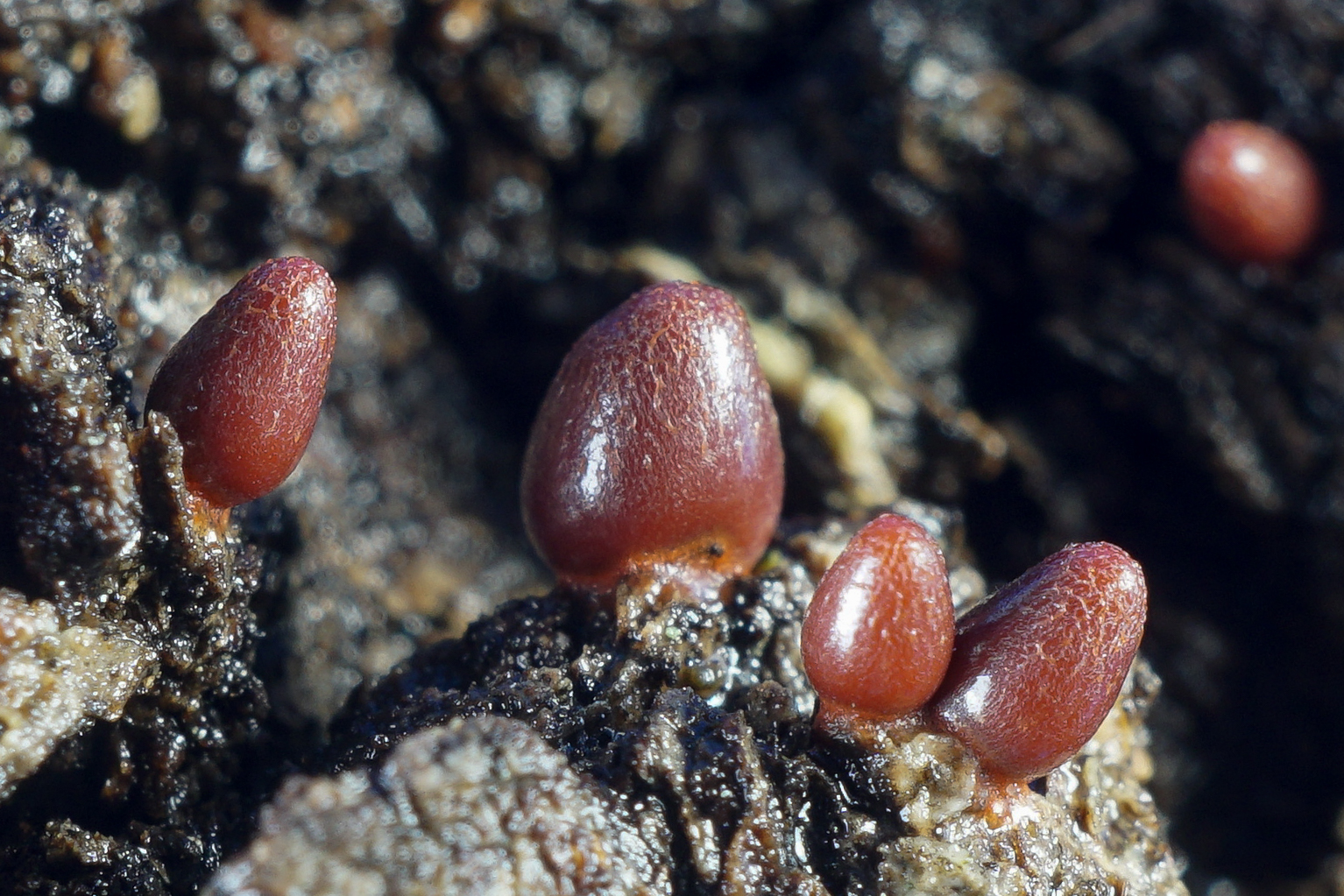
Lycogala conicum

Il genere è diffuso in tutto il mondo e generalmente vive colonizza il legno marcescente. Fu descritto per la prima volta nel 1729 da Pier Antonio Micheli, e la sua specie tipo è Lycogala epidendrum. Il genere comprende solo poche specie, tra le quali:
- Lycogala confusum
- Lycogala conicum
- Lycogala epidendrum
- Lycogala exiguum
- Lycogala flavofuscum
- Lycogala fuscoviolaceum
- Lycogala leiosporum